# My Hometown
„My Hometown“ je píseň amerického zpěváka a kytaristy Bruce Springsteena, poprvé vydaná v červnu 1984 na jeho albu Born in the U.S.A. V listopadu 1985 pak vyšla jako poslední singl z tohoto alba, přičemž na B-straně se nacházela píseň „Santa Claus Is Coming to Town“. Singl se umístil na šesté příčce v žebříčku Billboard Hot 100. Kanadský písničkář nahrál coververzi této písně na své album A Letter Home z roku 2014.
česká coververze
Pod názvem „Můj rodný dům“ s textem Michaela Žantovského ji v roce 1988 natočil Pavel Bobek